# 黑獄斷腸歌2
《黑獄斷腸歌2之無期徒刑》是香港的監獄主題電影作品之一，也是前作《黑獄斷腸歌之砌生豬肉》的後續作品。

## 劇情
電影開頭數分鐘由1987年「香港十大傑出青年」陳慎芝和李兆基，講解香港監獄制度的沿革和一些小故事。
與前作一樣，時間同設在以1960年代的香港，未有廉政公署，紀律部隊貪污猖獗的時代。專幫黑社會小混混打官司的流氓律師陳兆康，因為襲警被判入獄九個月，其間結識了菜鳥獄卒王志成，兩人均對監獄的污煙瘴氣、囚犯打架及獄卒莊Sir（下稱食人鯧）、泰臣等濫用私刑事件看不過眼。
由於陳兆康專幫黑道打官司，江湖兄弟都很敬重他，入獄後受到倉内黑道兄弟照應，雖然有部分大哥想惡整阿康，但也有部分大哥想保護阿康，阿康便與獄中四位黑道大哥之間周旋求存。
阿成結識了阿康的姐姐和妹妹，並開始與康妹拍拖。另一方面，副獄長食人鯧垂涎康妹的美色，先誘姦康姐，再以康姐的床照要脅康姐聽從他，又在康妹的湯中下春藥，使康妹遭食人鯧迷姦。康妹留下「莊生姦我，我要報仇」的字條後著紅衣含恨上吊自殺而亡，阿成和阿康得悉消息後義憤難平，而同倉兄弟也因食人鯧以私刑把囚犯紅孩兒打死的事感到氣憤，決定發起一場暴動，誓要把食人鯧殺死。在騷亂期間，成與康及同倉兄弟把食人鯧迫進絞刑室，食人鯧最後被拉到絞架上吊死。
事後阿成和阿康二人均被判無期徒刑，並成為能夠在獄中使喚小弟的老大。

## 演員
- 吳鎮宇 飾 陳兆康
- 容錦昌 飾 王志成
- 李兆基 飾 囚犯基哥、李兆基(電影開頭數分鐘由講解香港監獄制度)
- 劉錫賢 飾 囚犯白炸
- 龍　方 飾 副獄長莊sir（食人鯧）(粵語配音：黃志明)（本片終極大反派）
- 何家駒 飾 囚犯鬼乸奇（反派）
- 徐錦江 飾 獄長山東豹 (粵語配音：張炳強)
- 劉寶賢 飾 囚犯萬壽無
- 梁焯滿 飾 囚犯紅孩兒
- 劉以達 飾 囚犯神仙
- 金　爺 飾 獄卒泰臣
- 周樹基 飾 紅番
- 劉月好 飾 陳美清（康姊） (粵語配音：黃鳳英)
- 劉鈞儀 飾 陳美美（康妹）
- 宗　揚 飾 沙展（反派）
- 顧寧聰 飾 阿聰
- 梁家寶 飾 鬼乸奇手下
- 王志文 飾 白炸手下

## 穿幫
鎮壓監獄騷亂時，出動的水警輪「水警64」掛起香港特別行政區區旗，而非當時之香港旗。
UH60黑鷹直升機，是在1972年才發明，直至1979年才首次使用起飛。
煞臣裝甲車1988先復役。故事指1968年，煞臣裝甲車同黑鷹直升機，冇可能在呢個年代出現

## 外部連結
- 開眼電影網上《黑獄斷腸歌2之無期徒刑》的資料（繁體中文）
- 香港影庫上《黑獄斷腸歌2之無期徒刑》的資料（繁體中文）
- 时光网上《黑獄斷腸歌2之無期徒刑》的資料（简体中文）
- 豆瓣电影上《黑獄斷腸歌2》的資料 （简体中文）
- 爛番茄上《黑獄斷腸歌2之無期徒刑》的資料（英文）
- 互联网电影数据库（IMDb）上《黑獄斷腸歌2之無期徒刑》的资料（英文）